# Garcinia crassifolia
Garcinia crassifolia är en tvåhjärtbladig växtart som beskrevs av Y.N. Seetharam. Garcinia crassifolia ingår i släktet Garcinia och familjen Clusiaceae. Inga underarter finns listade i Catalogue of Life.